# Корабль-музей Сураханы
Корабль-музей Сураханы (азерб. Suraxanı gəmi-muzeyi) — музей в Баку, отражающий историю развития судоходства и мореходных традиций в Азербайджане.
Музей, являющийся первым музеем-танкером в мире, предоставляет информацию об истории судоходства Каспийского моря и Азербайджана, а также деятельности азербайджанских моряков.

## Общие сведения
Музей открыт 1 марта 2021 года. В открытии музея приняли участие президент Азербайджана Ильхам Алиев и первая леди Мехрибан Алиева.
В музее представлена история Каспийского моря, добычи нефти на Апшероне, развитие судоходства, первые в мире корабли, морские гиганты, навигационные инструменты, морские узлы с почти 5000-летней историей, оборудование, использовавшееся во время эксплуатация судов.
Выбор танкера «Сураханы» в качестве музея обусловлен тем, что это один из крупнейших и современных танкеров своего времени. Для превращения его в музей был использован опыт таких стран, как Великобритания, Нидерланды и Турция.
В парке перед музеем установлена скульптурная композиция, воздвигнутая в память об азербайджанских моряках. Авторами работы являются народные художники Салхаб Мамедов и Али Ибадуллаев, архитектор — заслуженный архитектор Эльхан Асадов.
Танкер «Сураханы» стоит на якоре на берегу Бакинского бульвара в Каспийском море.
18 мая 2025 года в международный день музеев на палубе музея состоялось арт-состязание «Битва художников».

## Экспонаты
В музее можно познакомиться с моделями трёх всемирно известных маяков. За навигационным столом представлены маршрут, внешняя связь и навигация судов, плавающих по Каспийскому морю. Здесь также возможно путешествие в прошлое. Посетители, отправляющиеся в середину XX века, смогут поближе познакомиться с повседневной трудовой жизнью экипажа. Одной из экспозиций музея является уголок, где выставлены образцы флоры и фауны, собранные из океанов и морей.
В музее представлена деятельность азербайджанских моряков во время Второй мировой войны и событий 20 января 1990 года. В музее имеется интерактивная книга о деятельности Гейдара Алиева по развитию Каспийского морского пароходства, инфомонитор, отражающий проекты, реализуемые в морской сфере.
Посетителей музея встречают капитан корабля и старший помощник, которые знакомят их с членами экипажа и их обязанностями. Залы музея оснащены по современной технологии. Одной из них является возможность самостоятельного выполнения операции стыковки посредством игровых манипуляторов. Также посетители становятся непосредственными «участниками» происходящего в видеоролике, отображаемом на 360-градусном экране.

## Галерея

Фотографии корабля-музея Сураханы
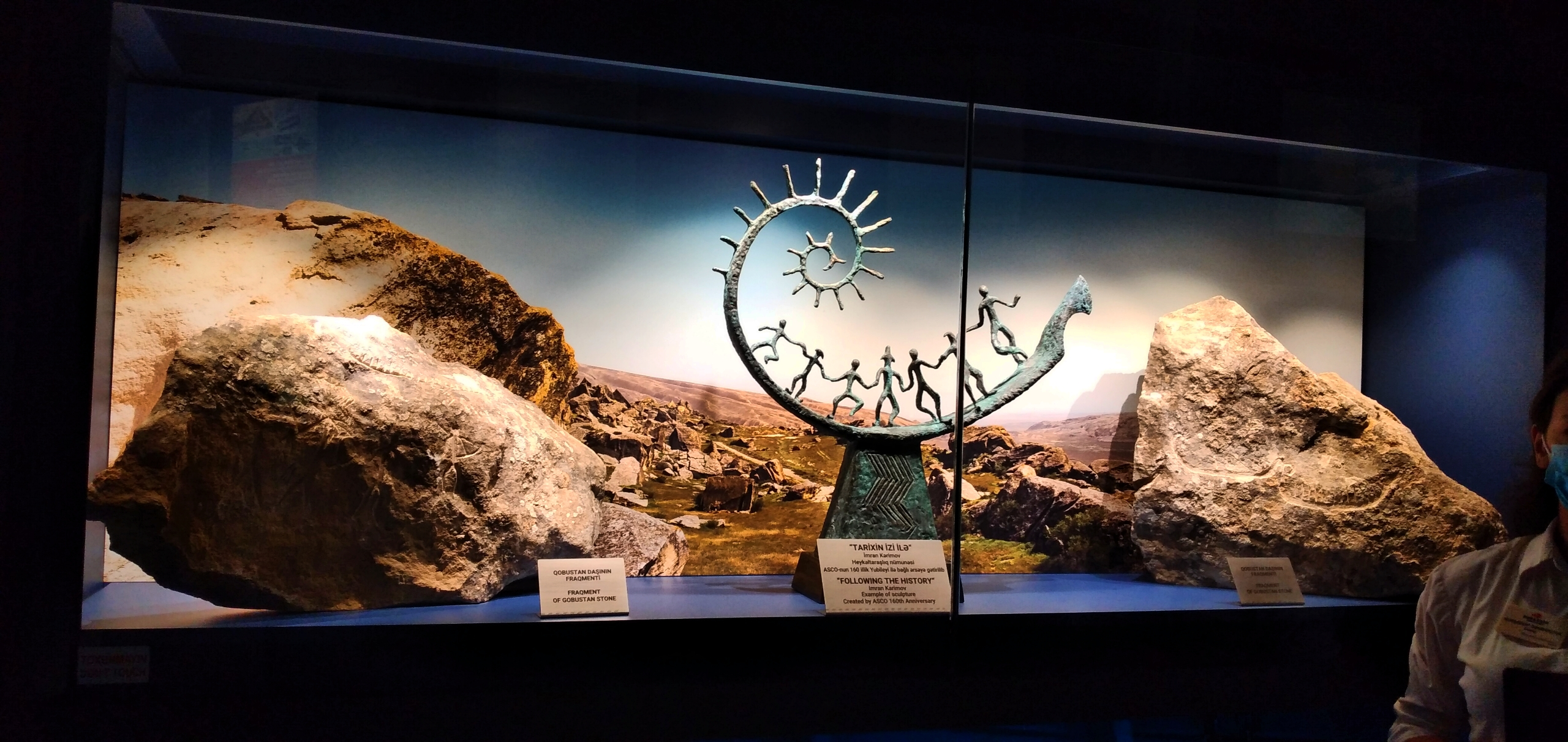
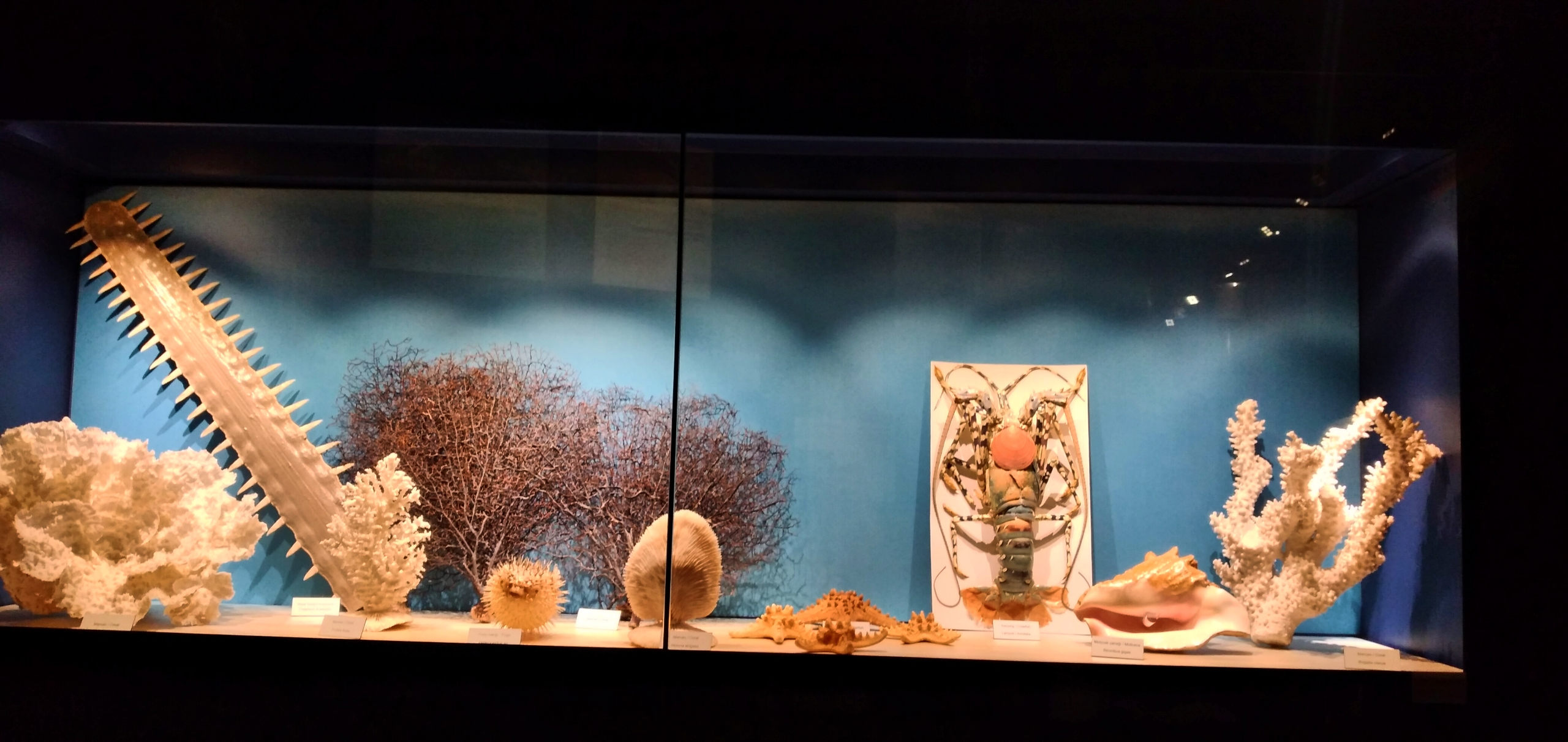
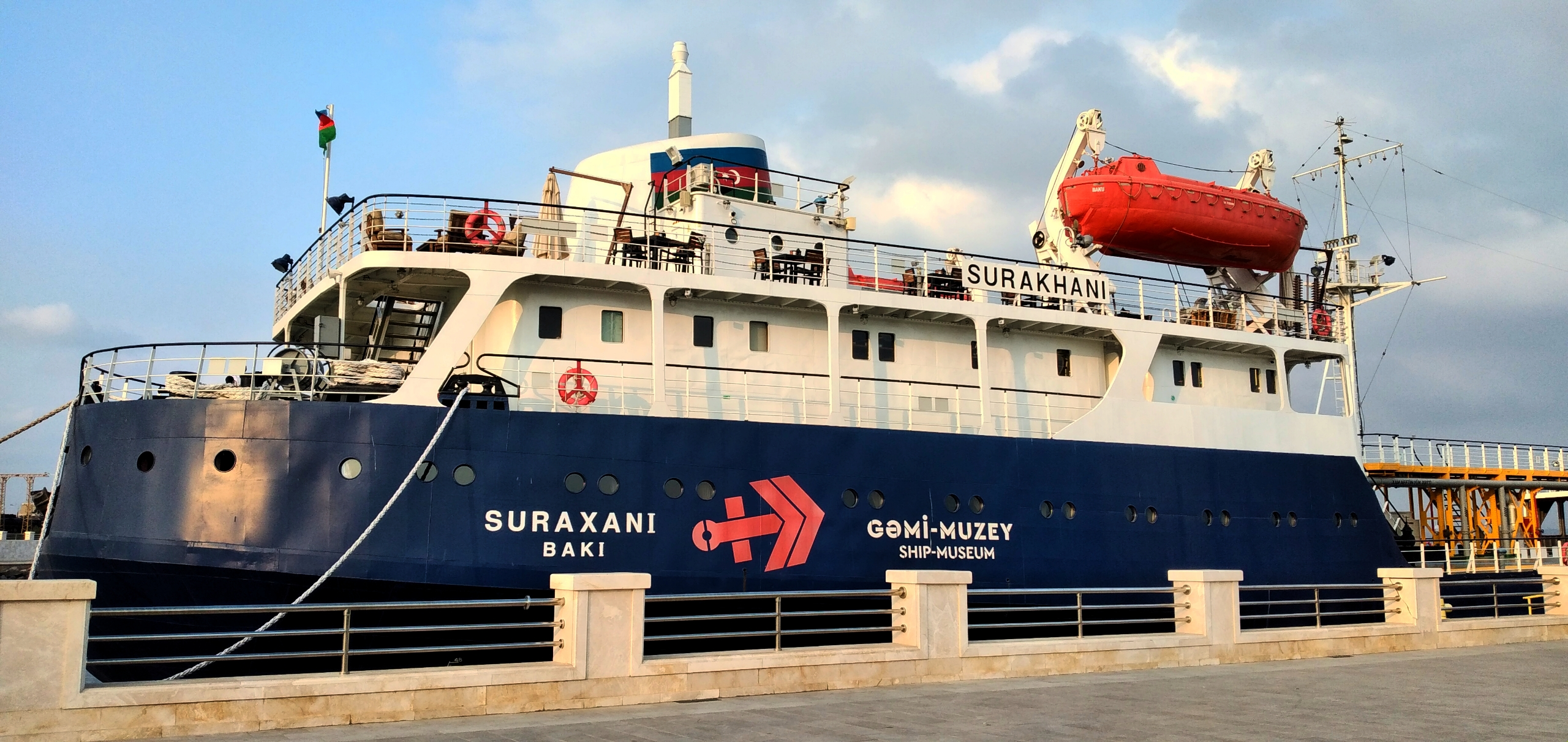
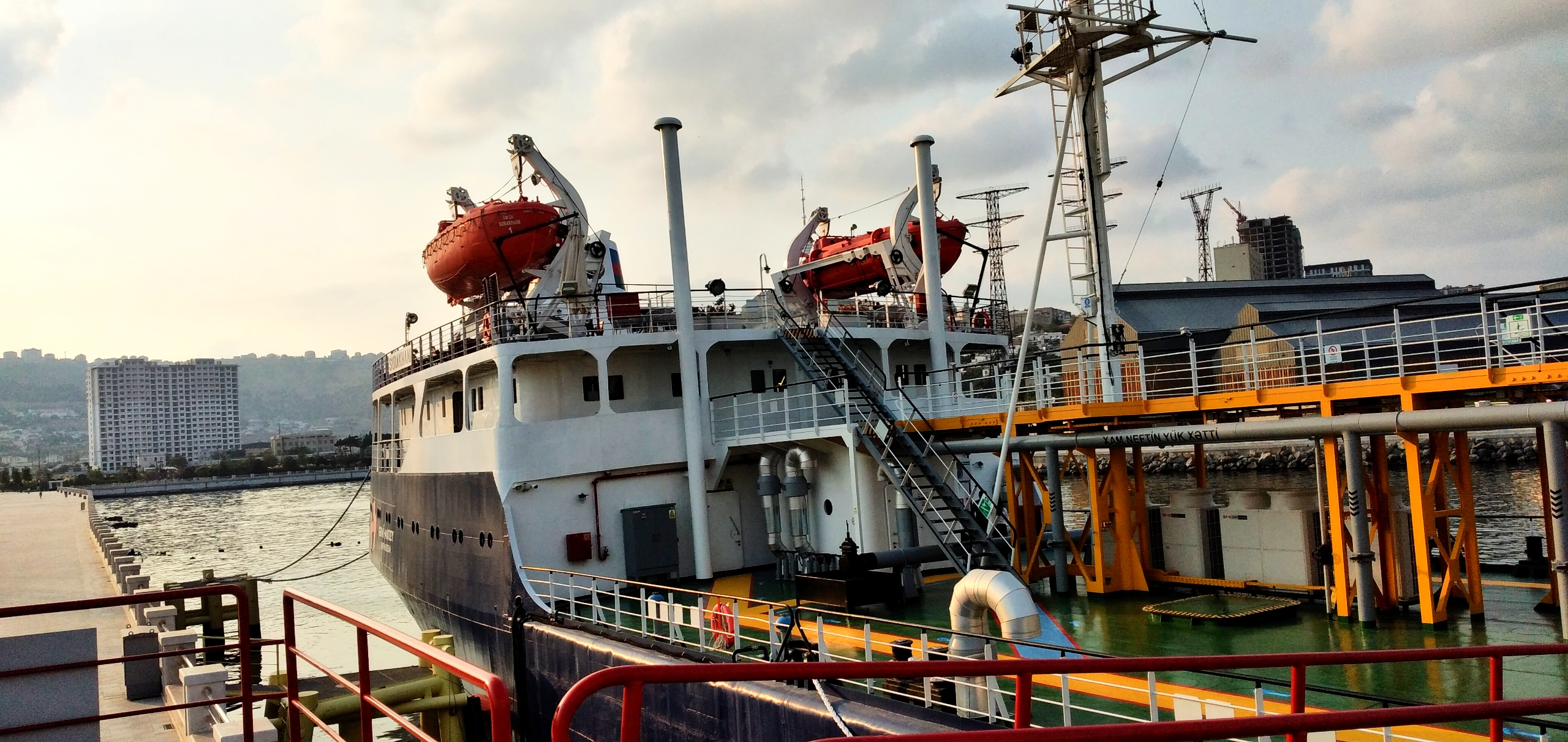
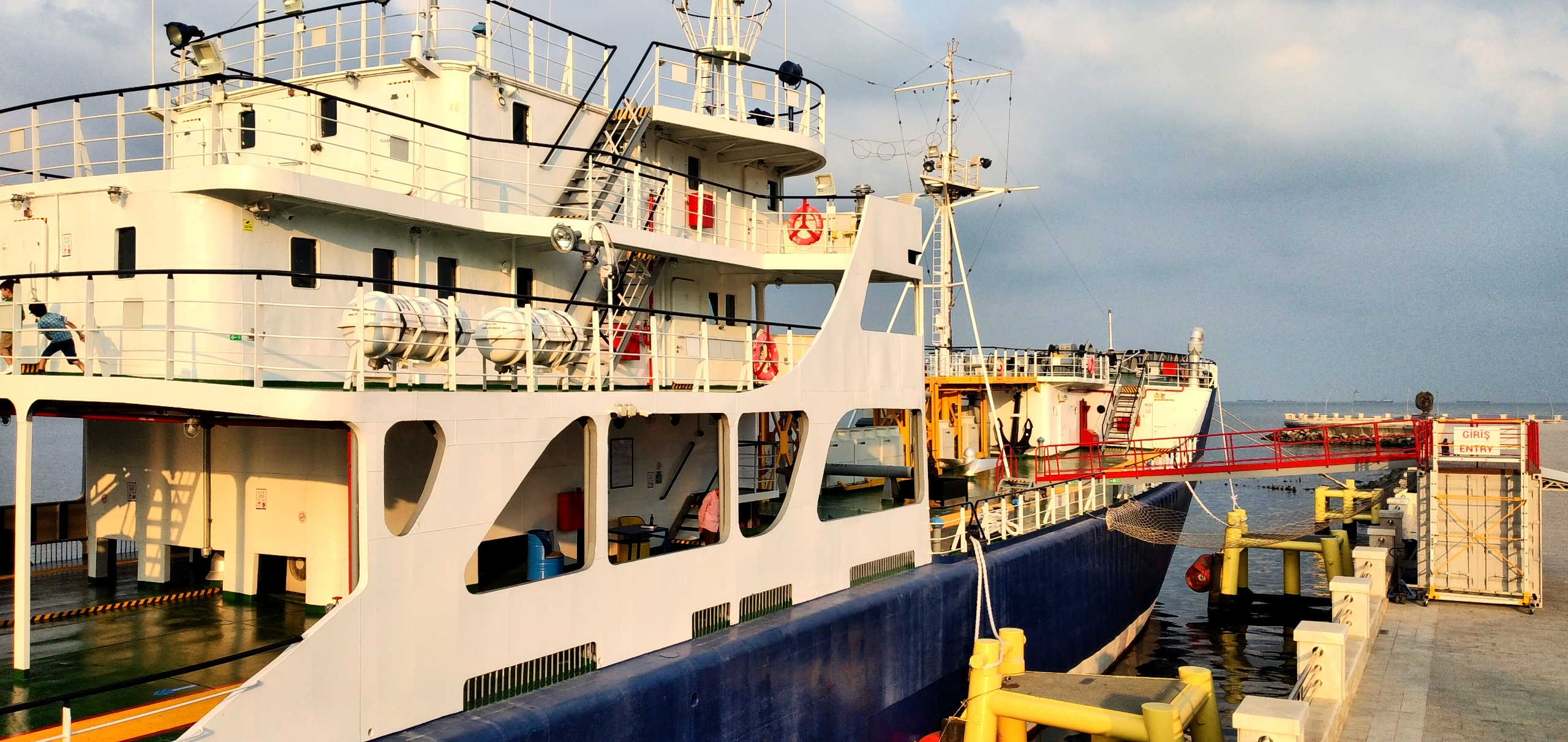
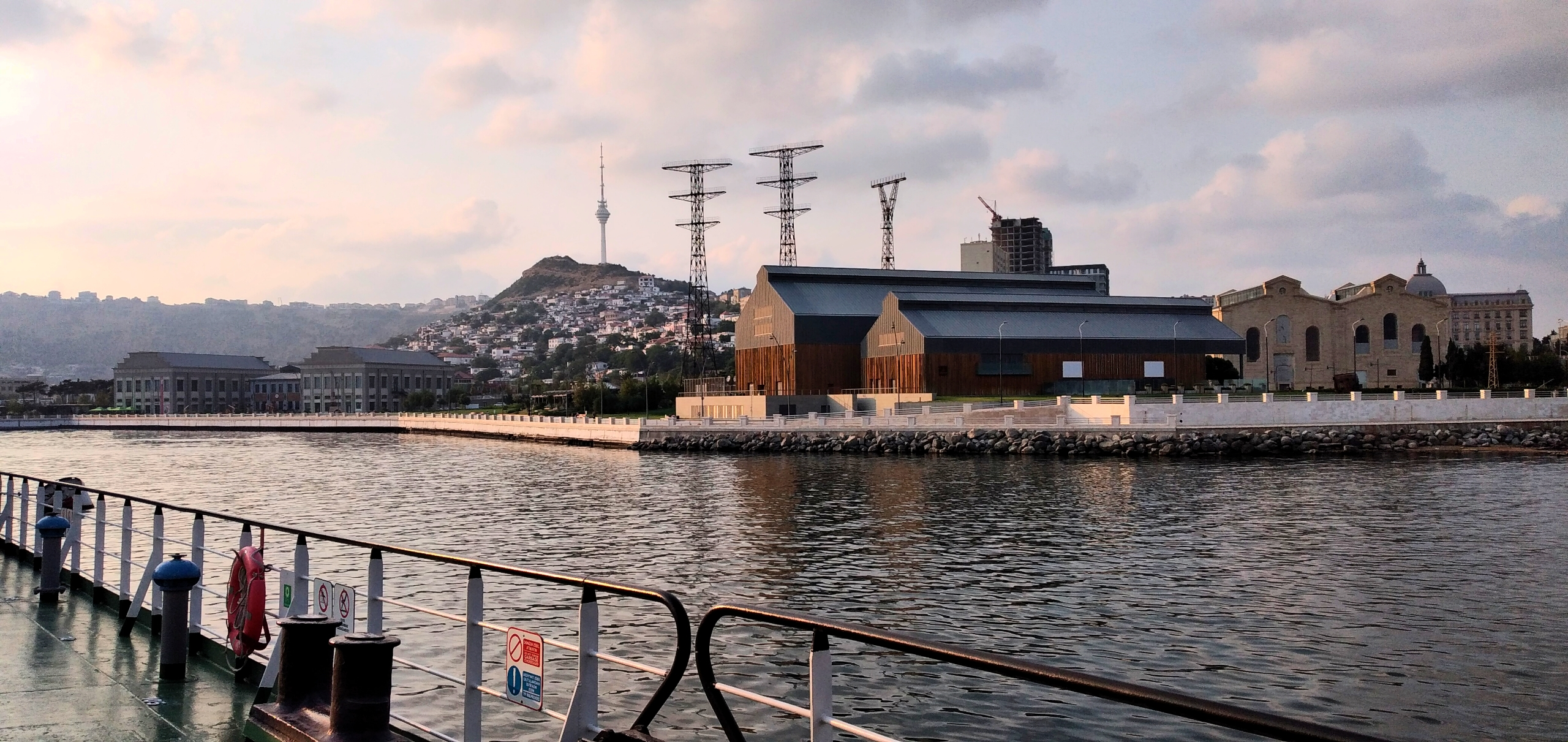
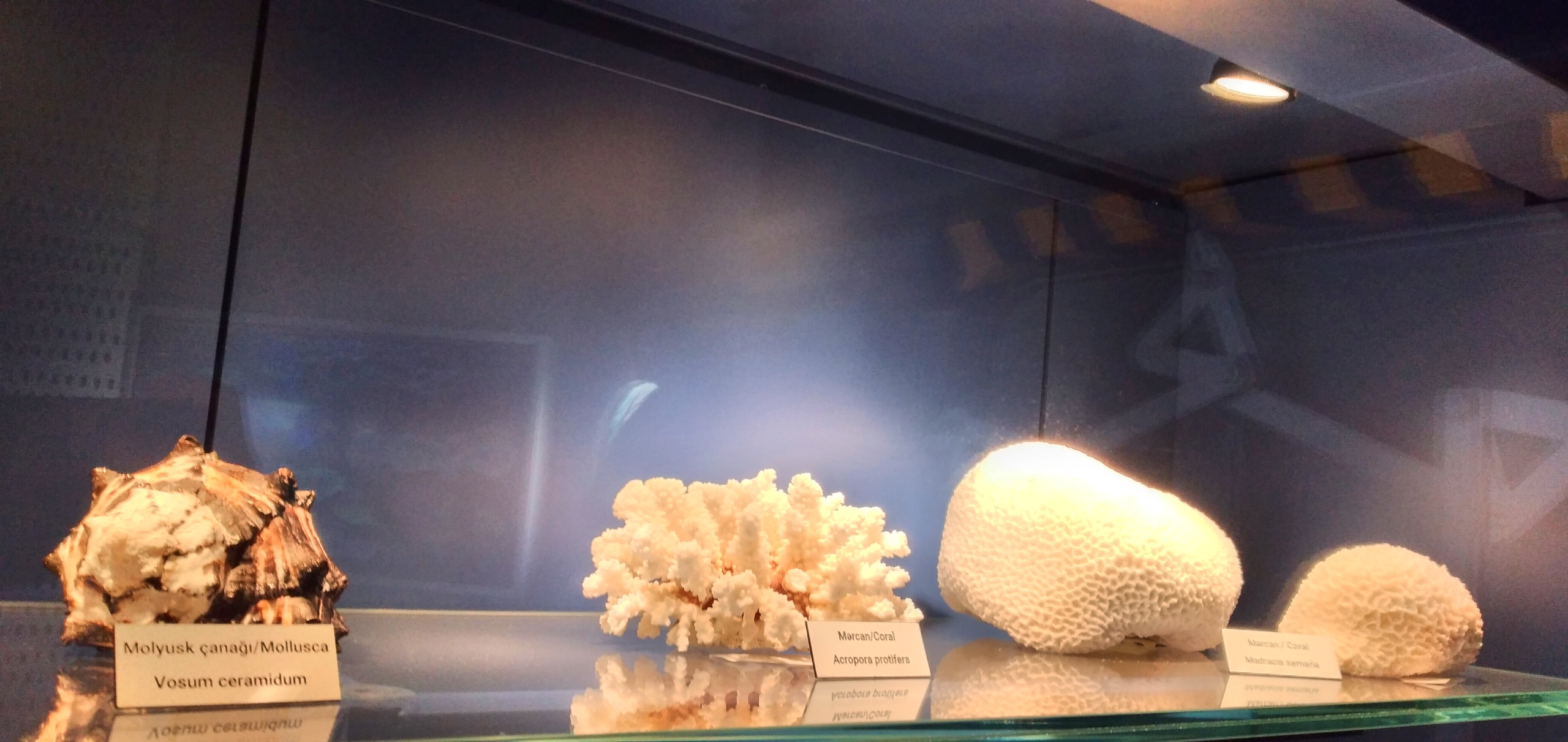
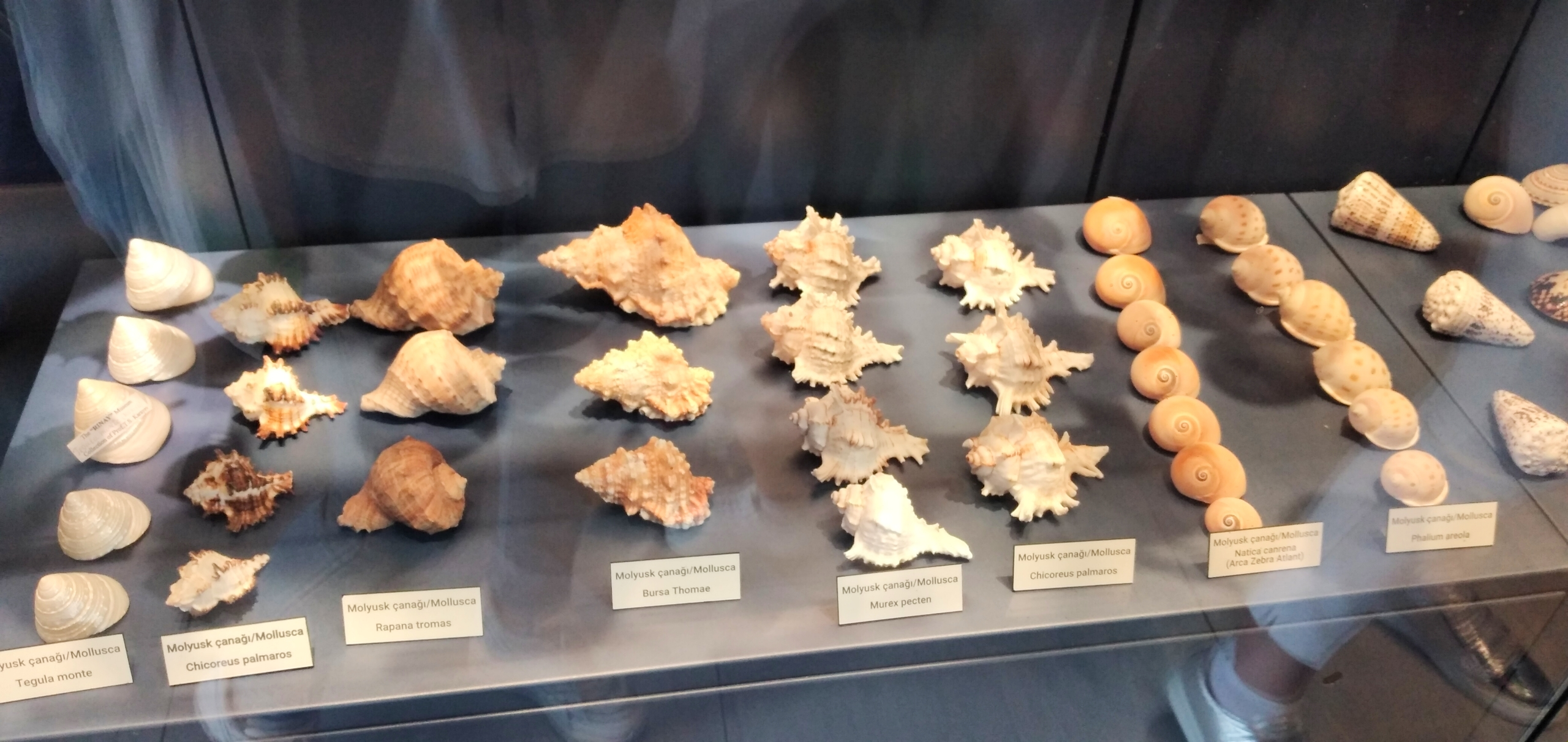
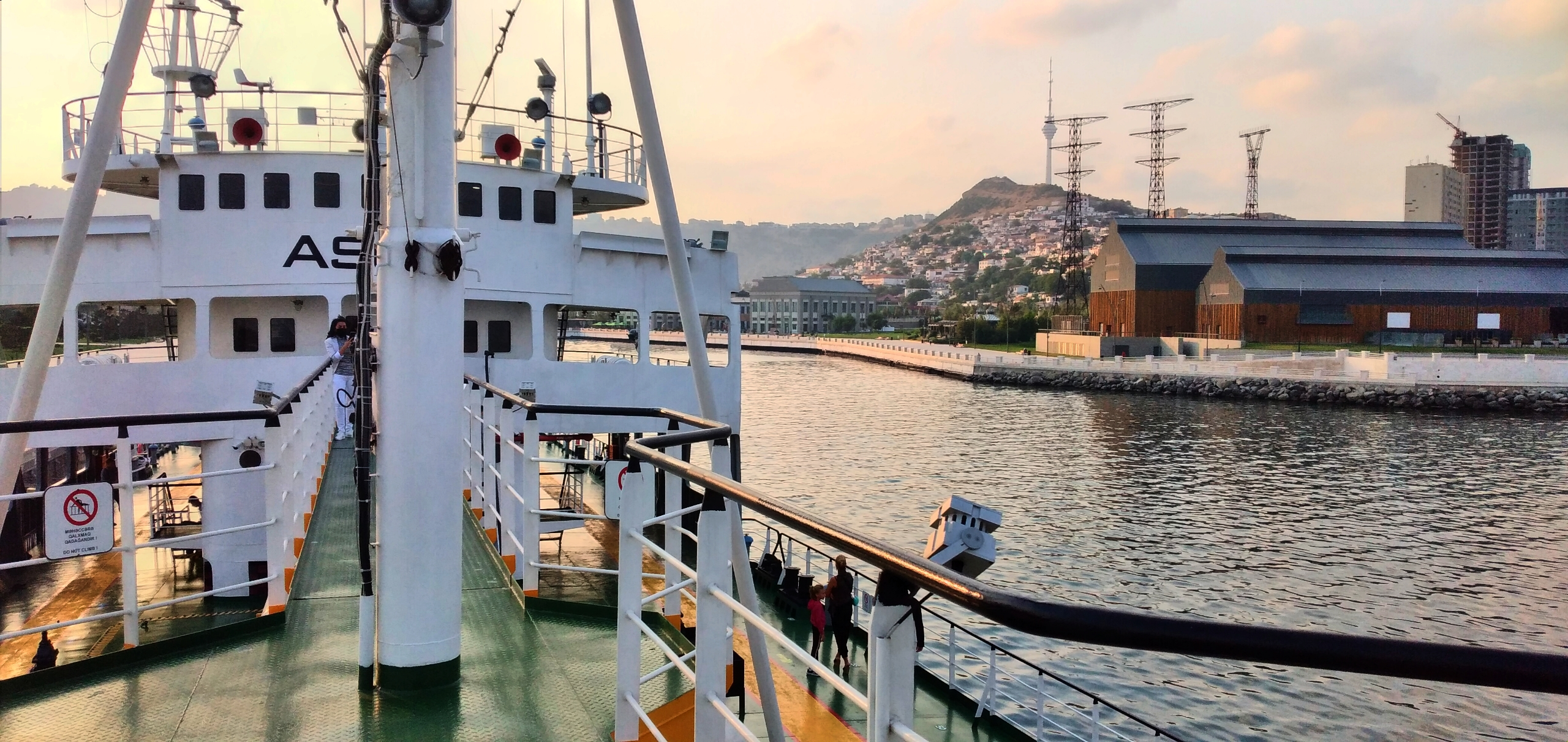
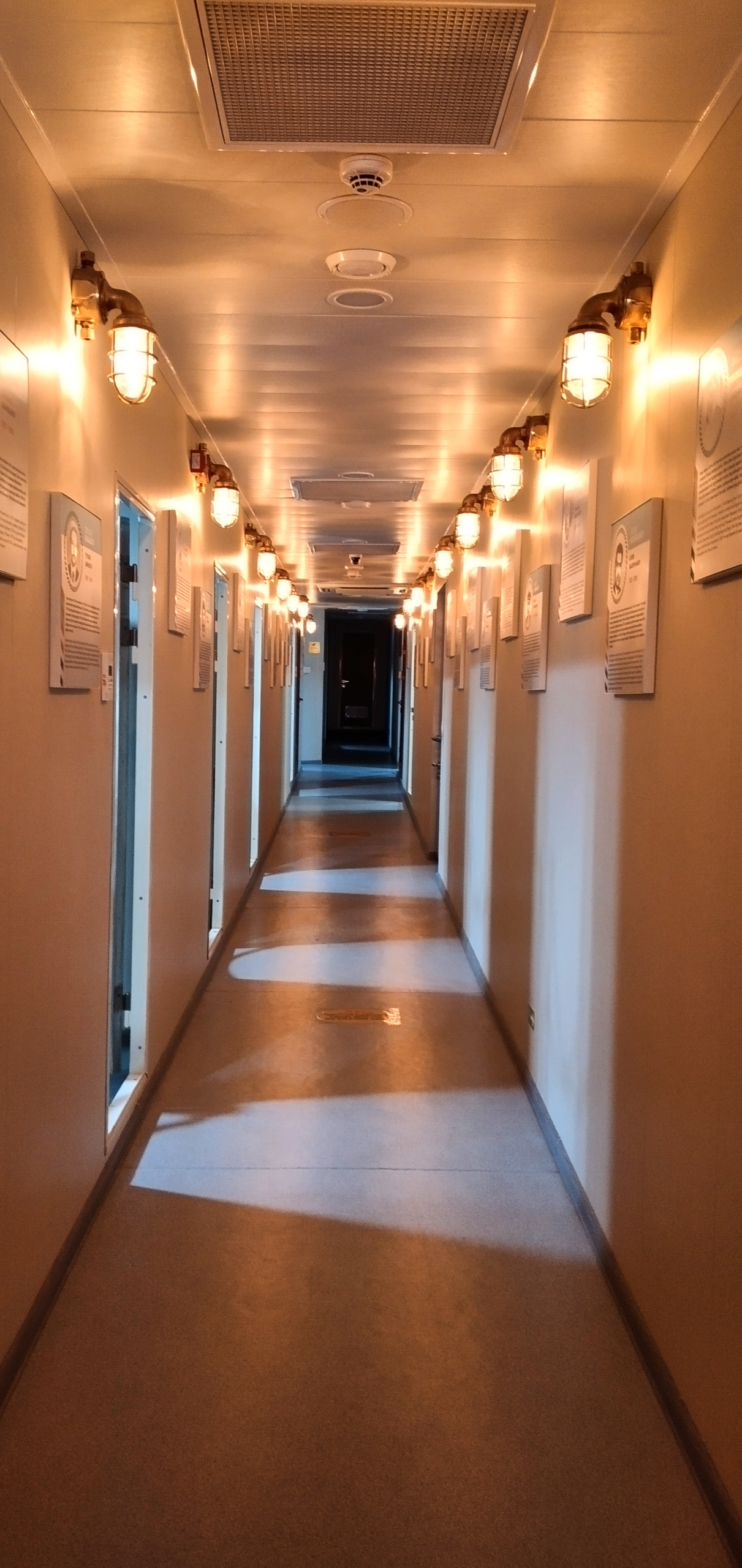
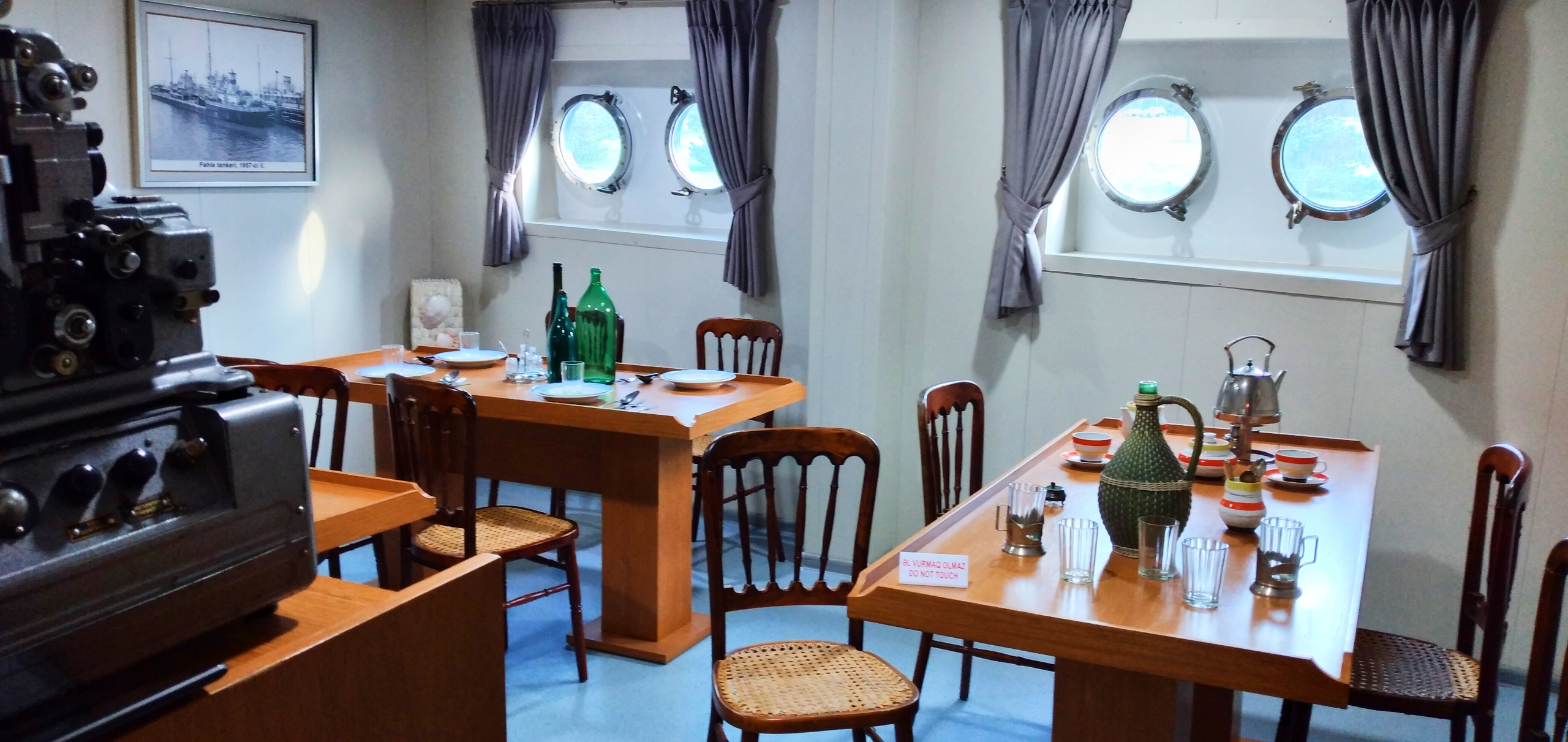
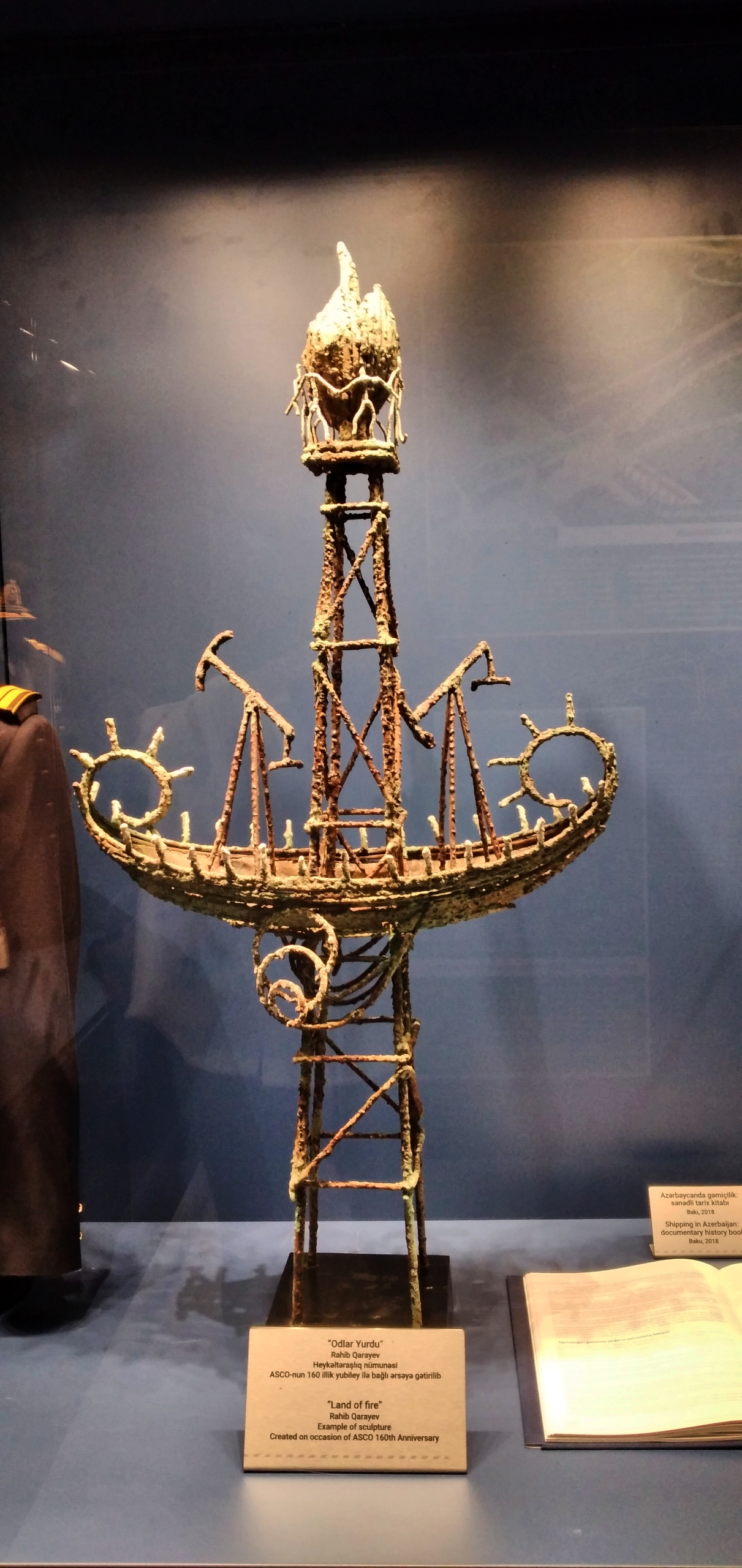
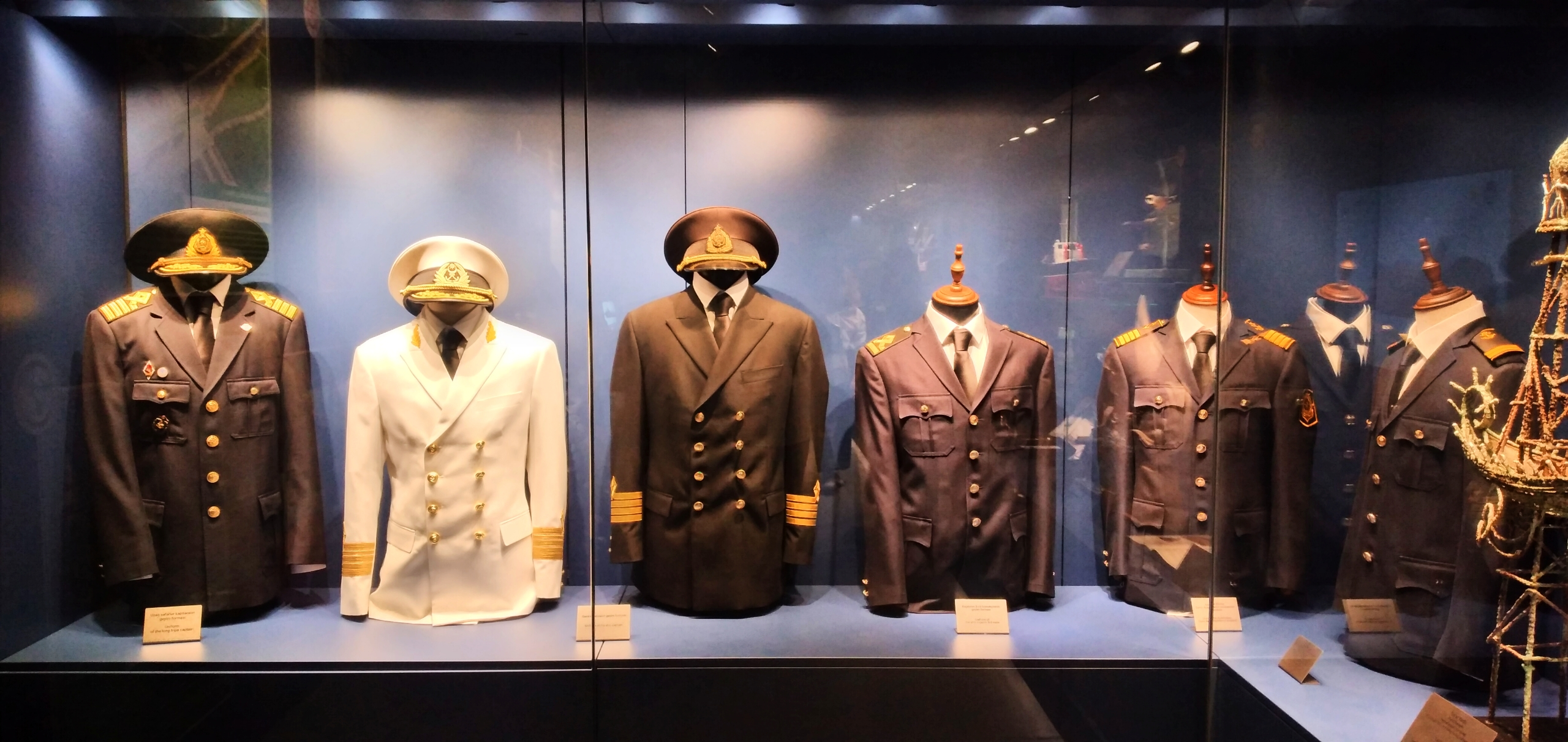
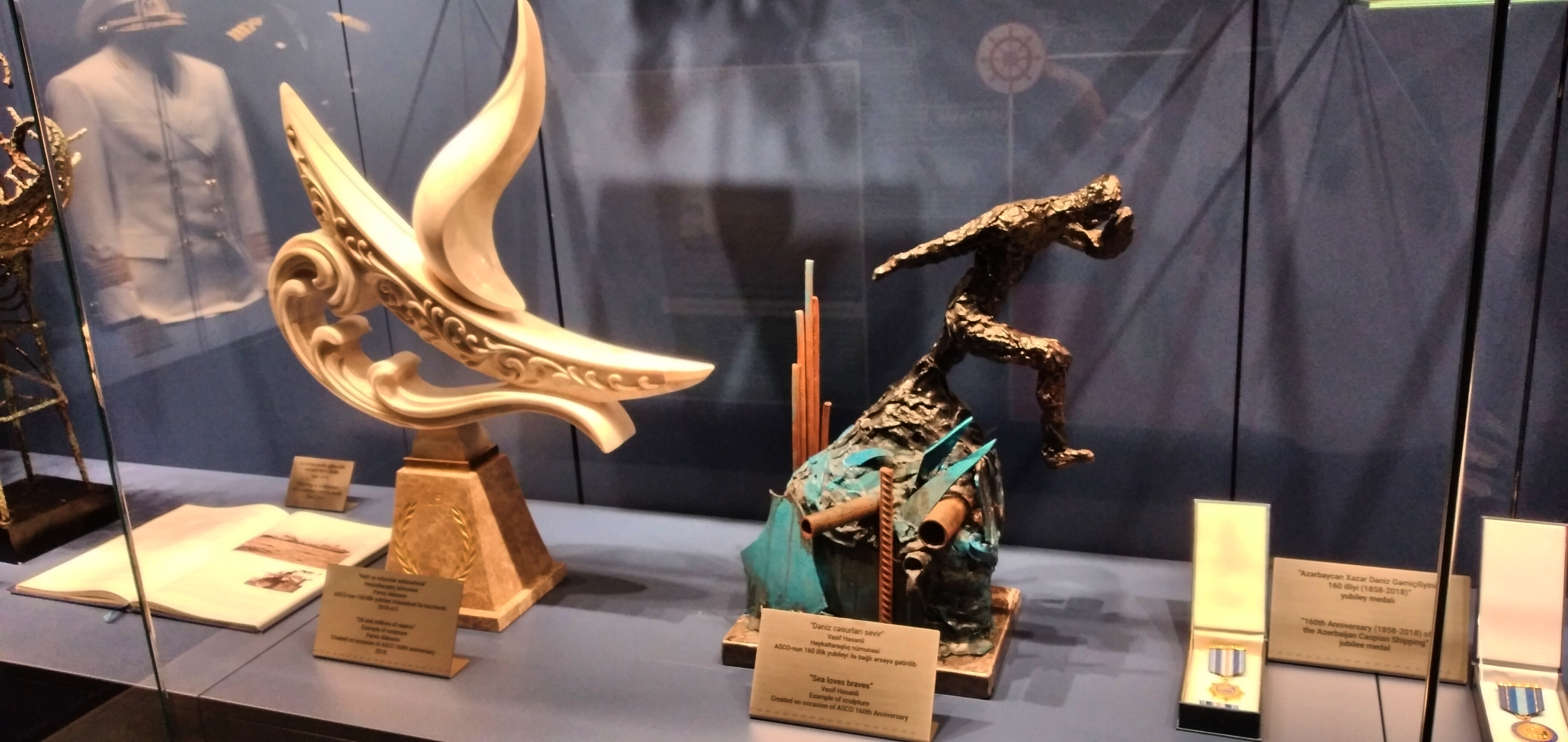
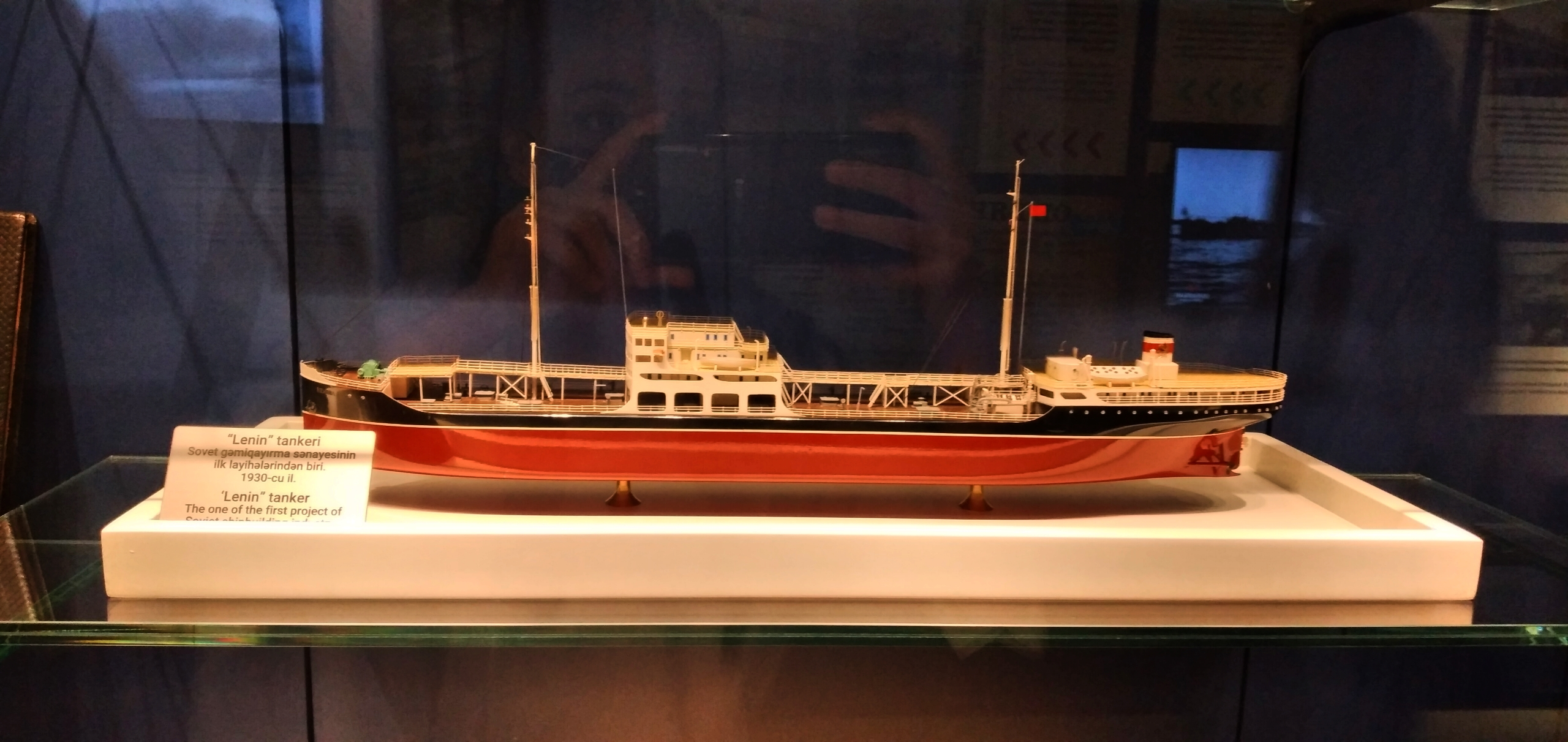
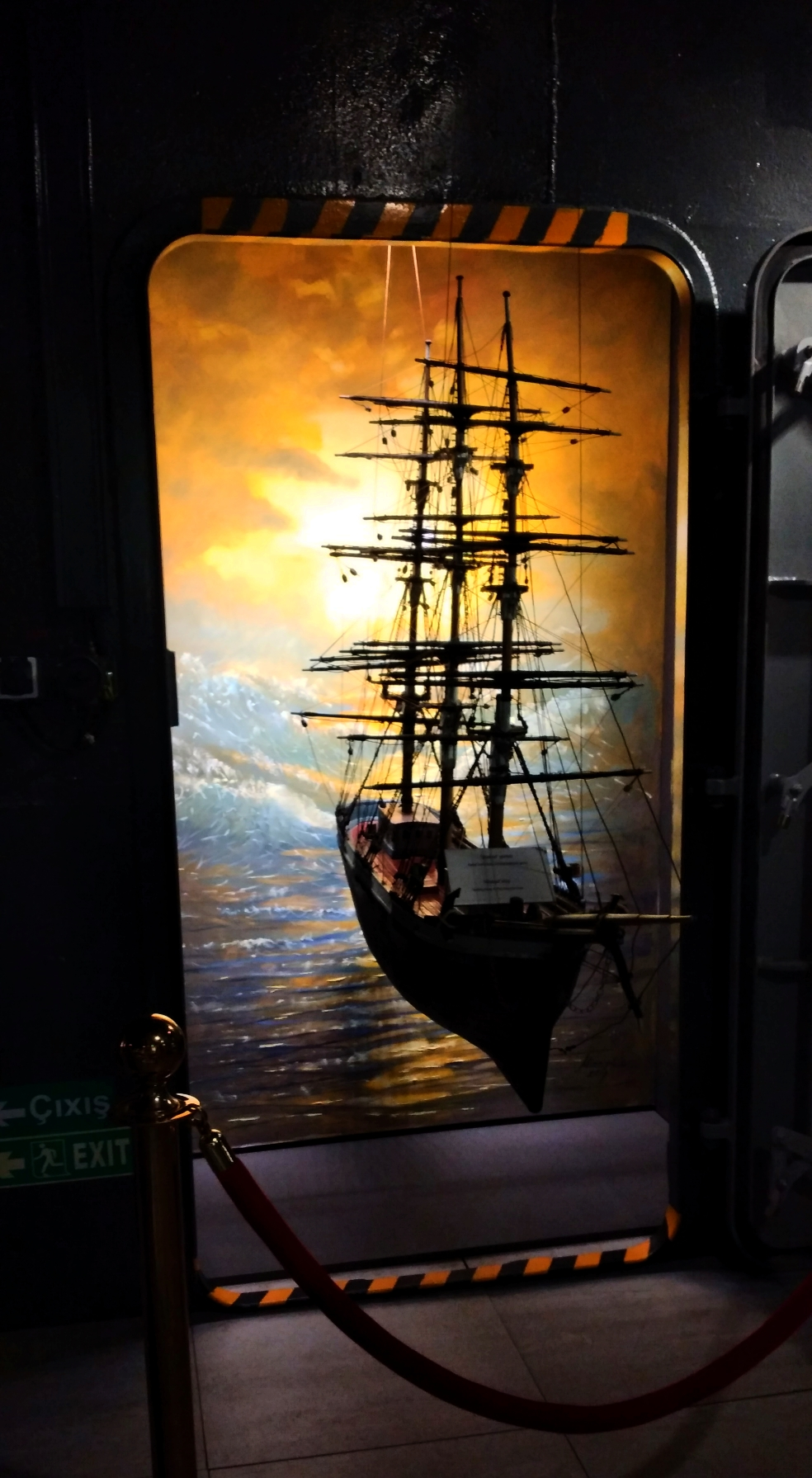
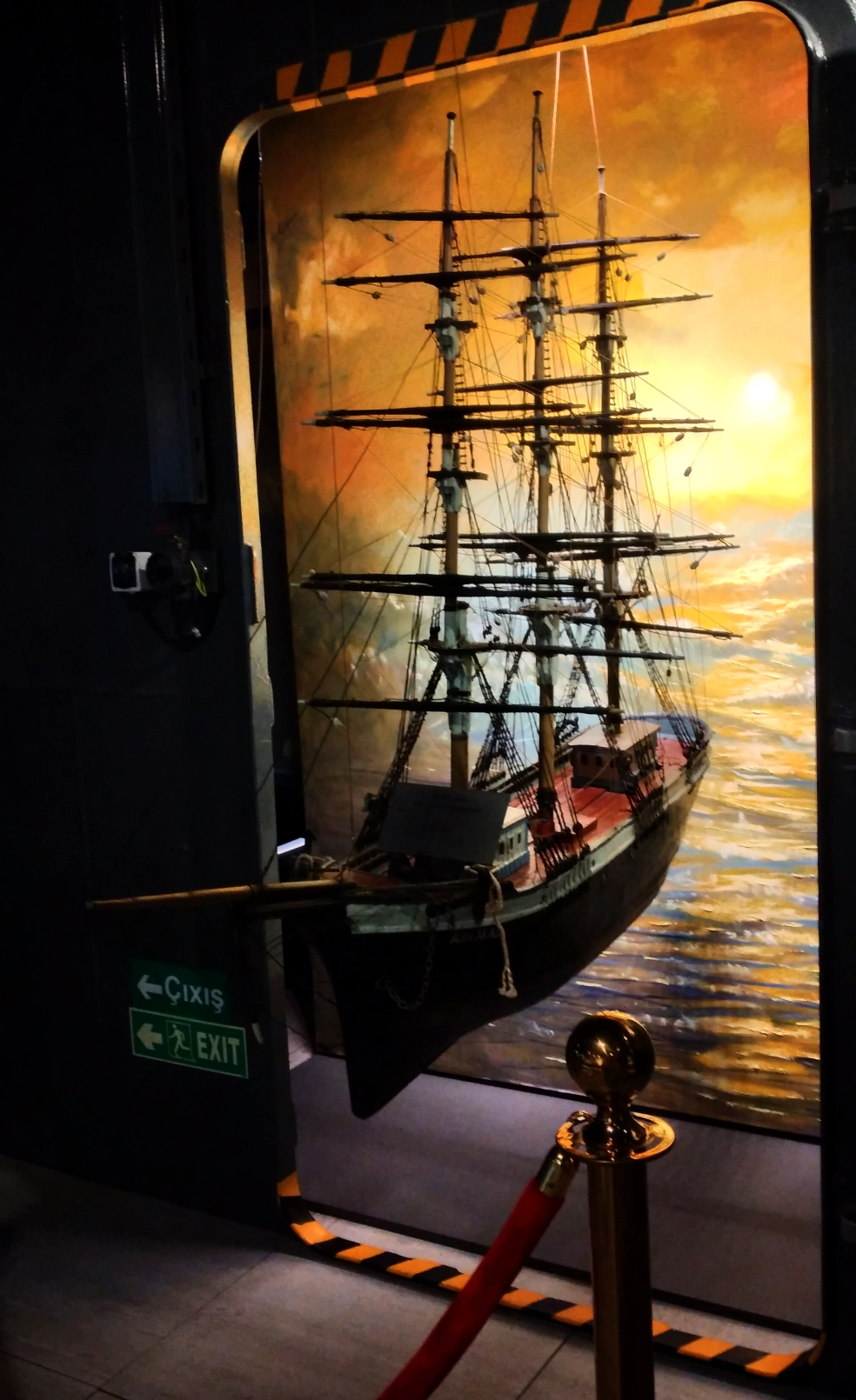
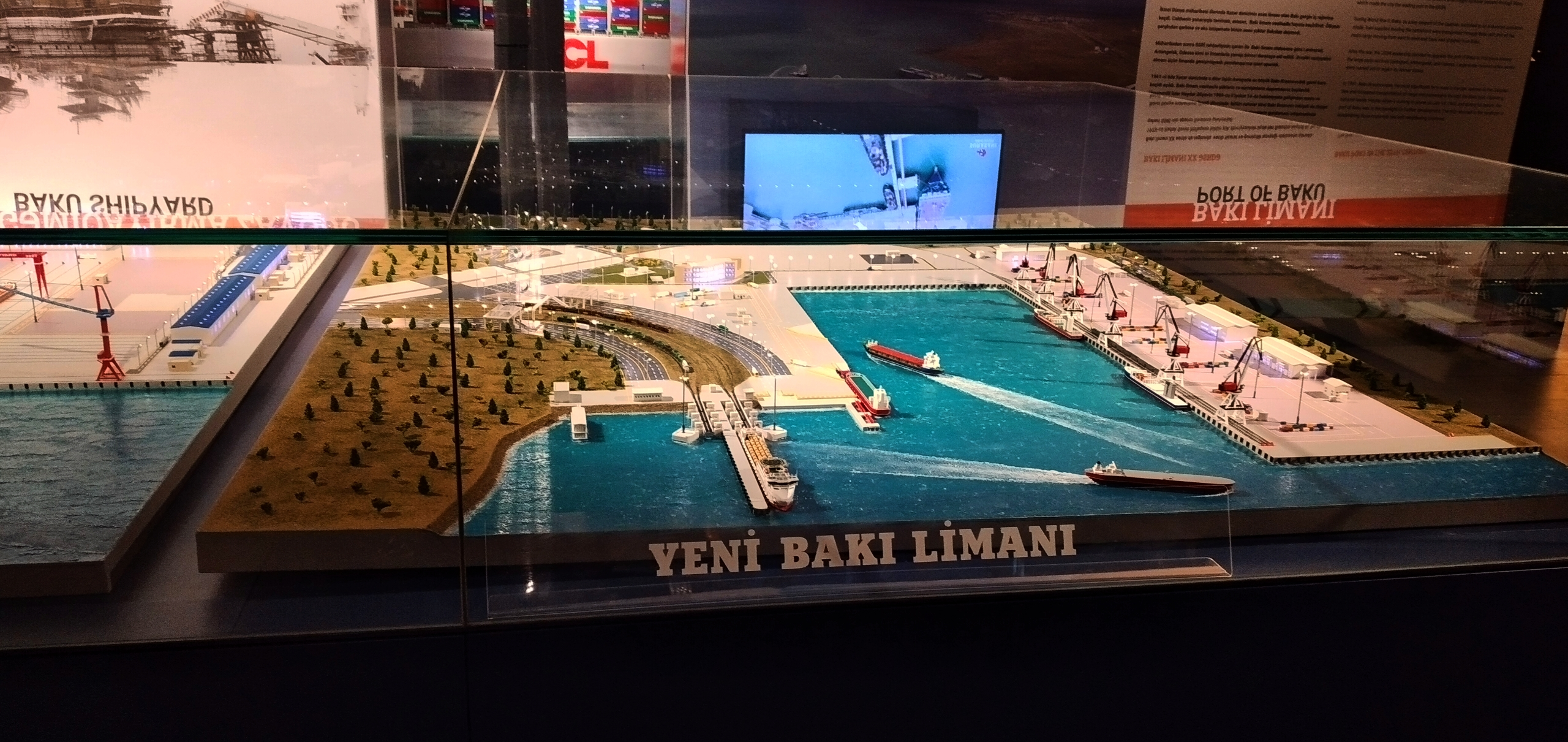
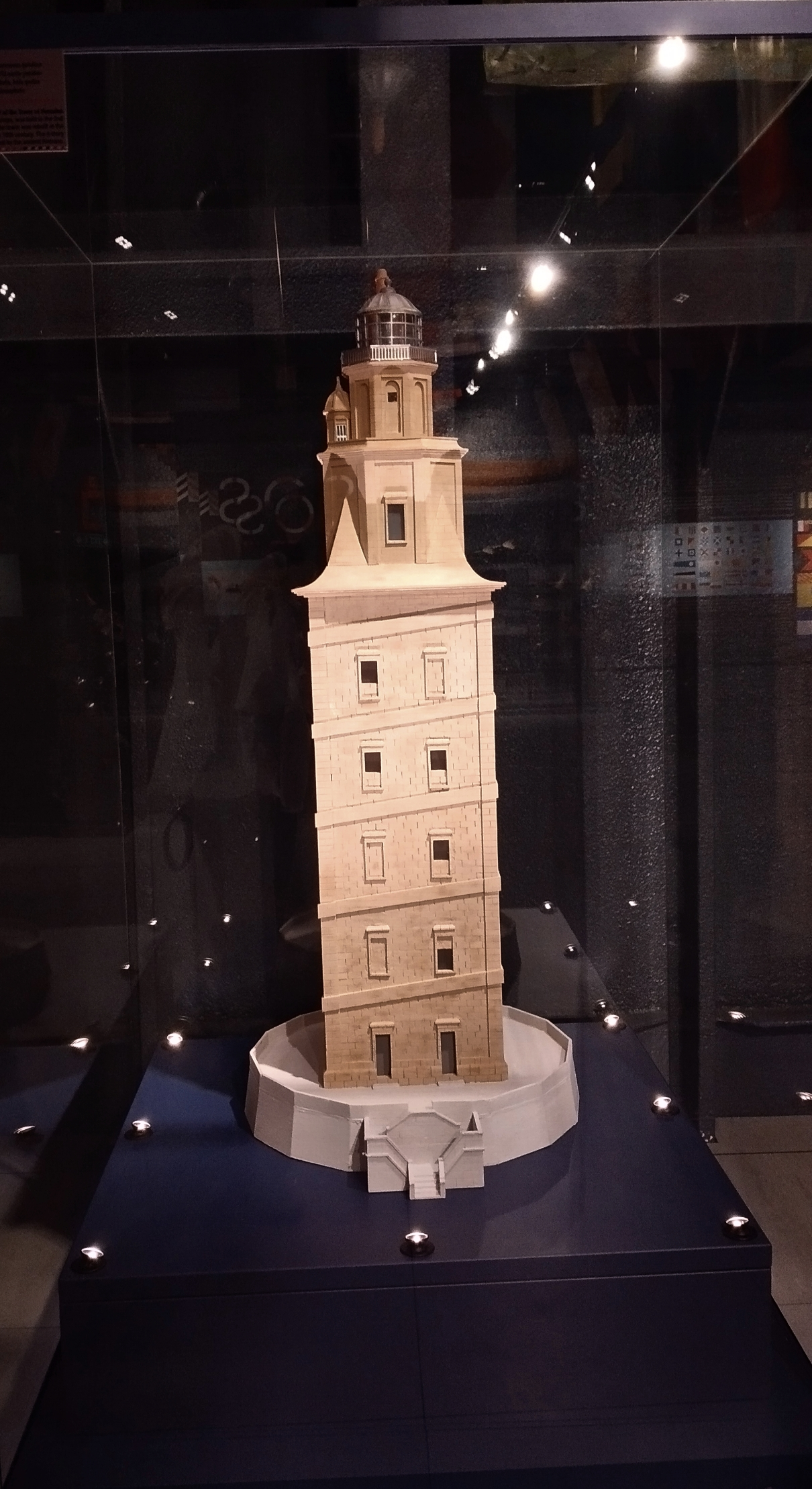
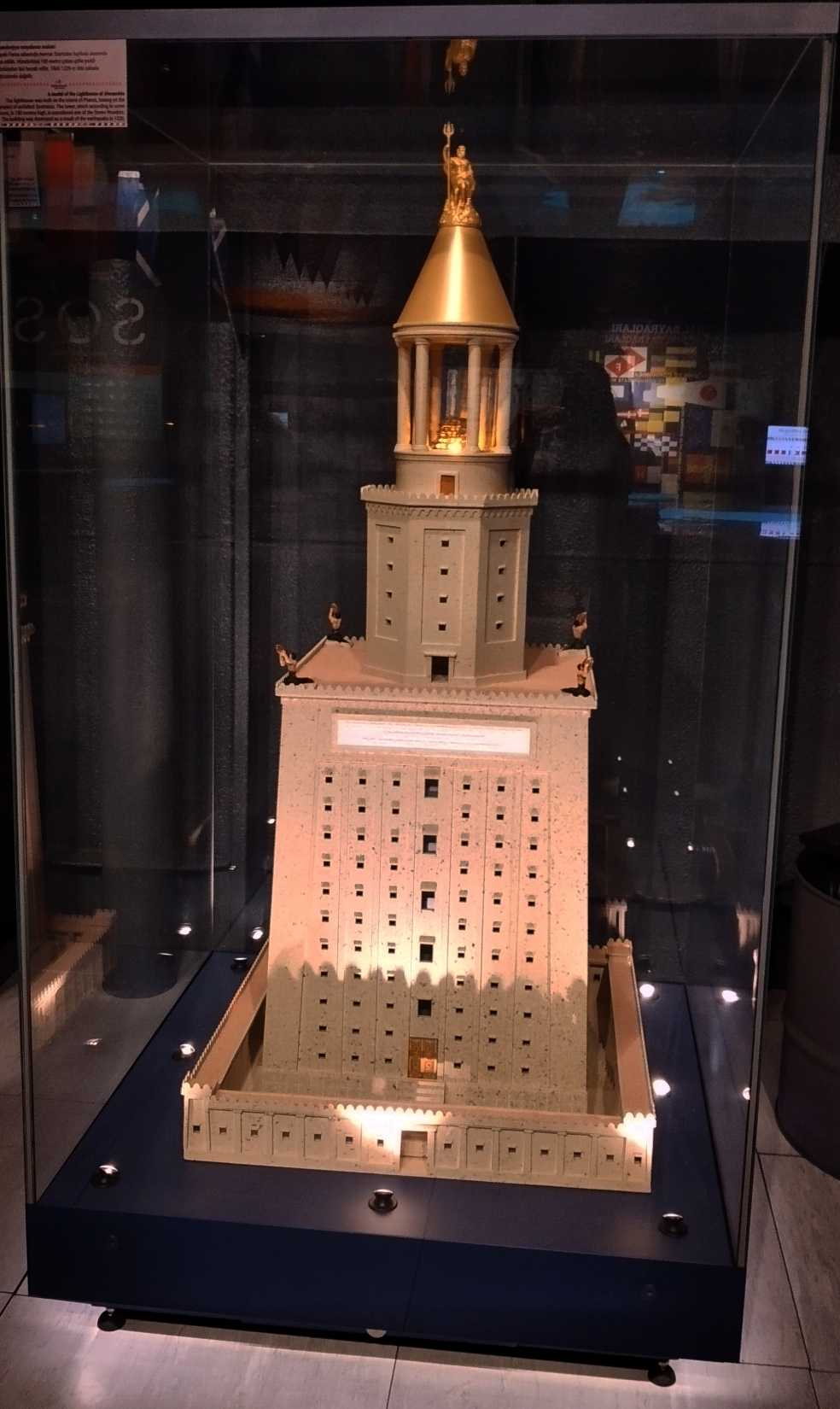
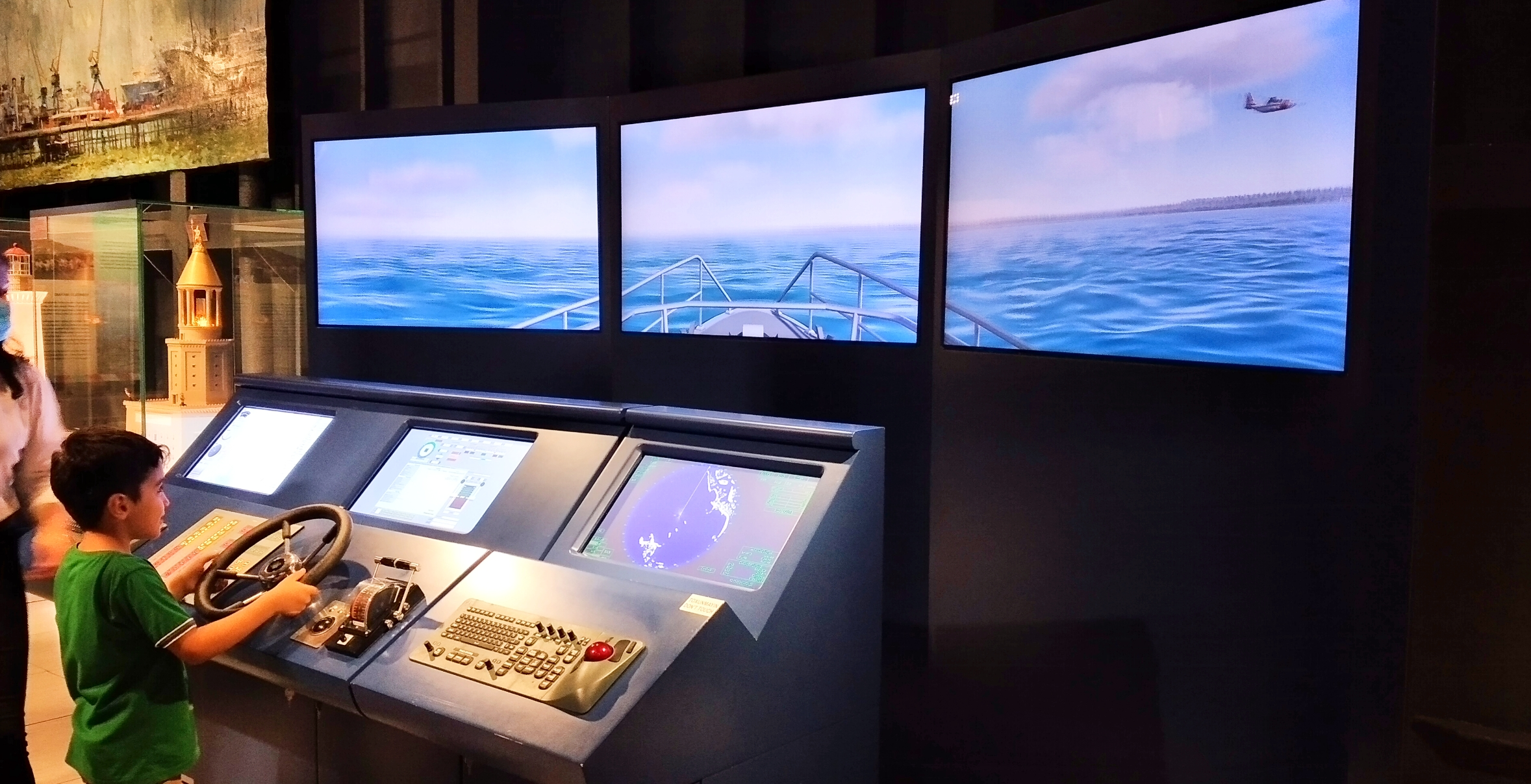
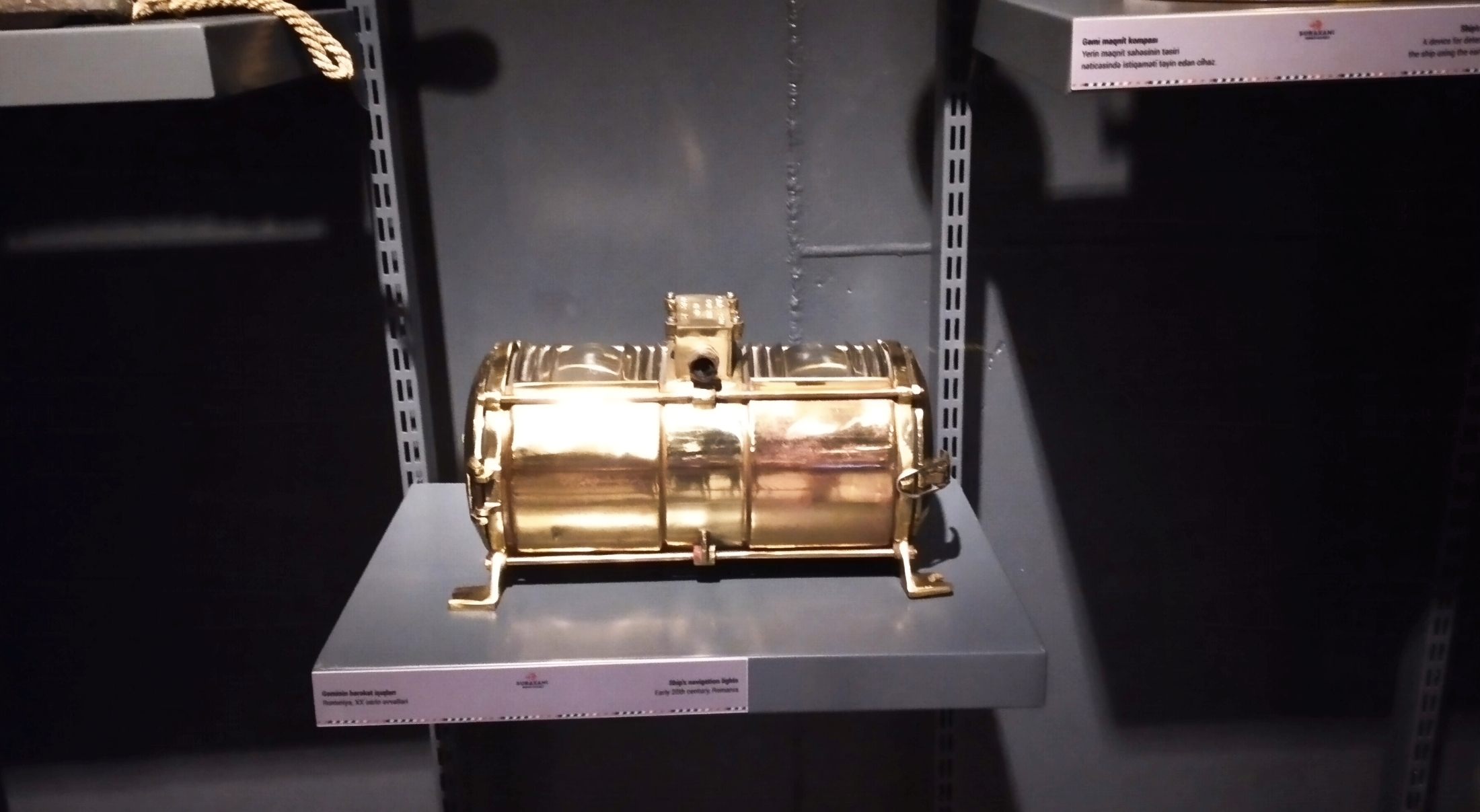
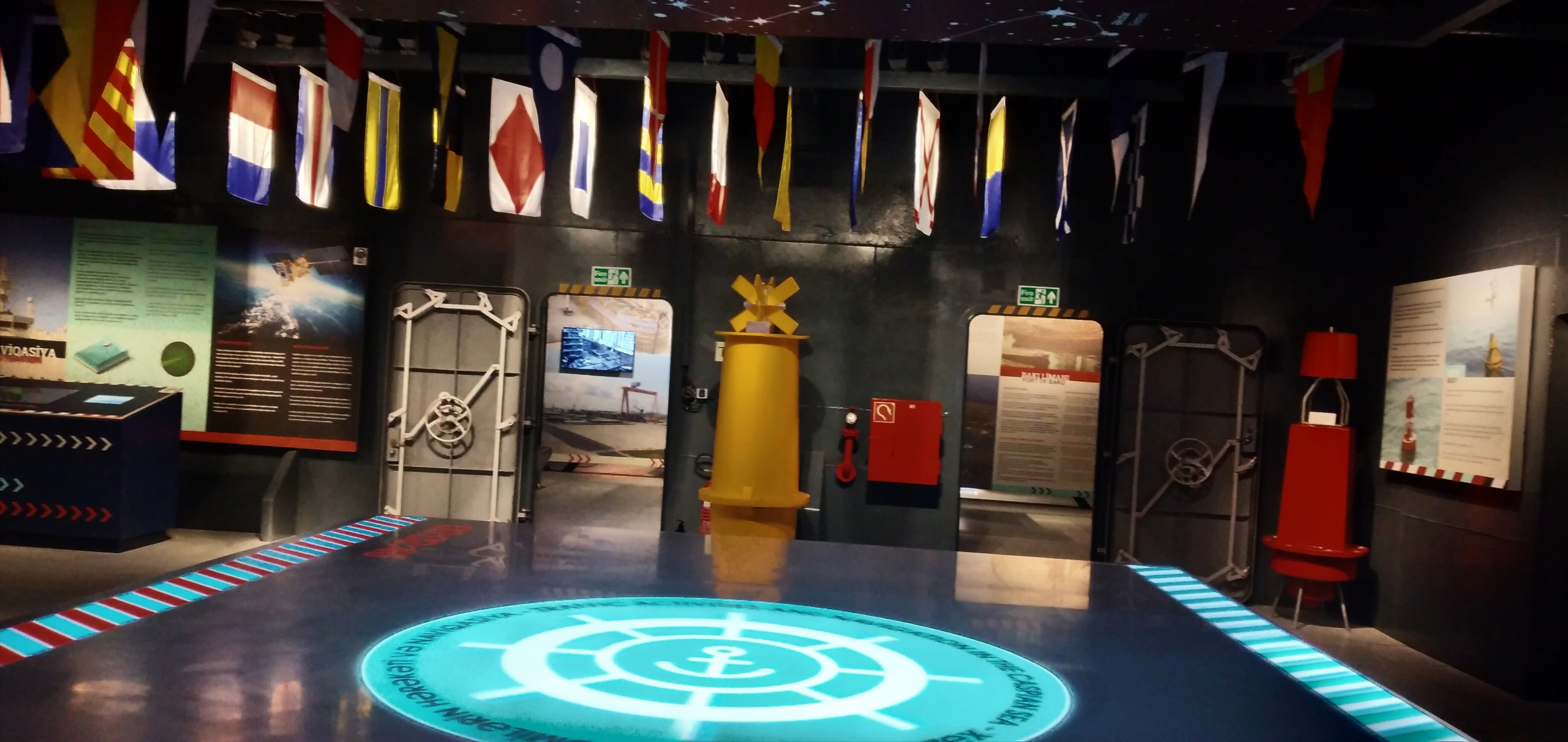
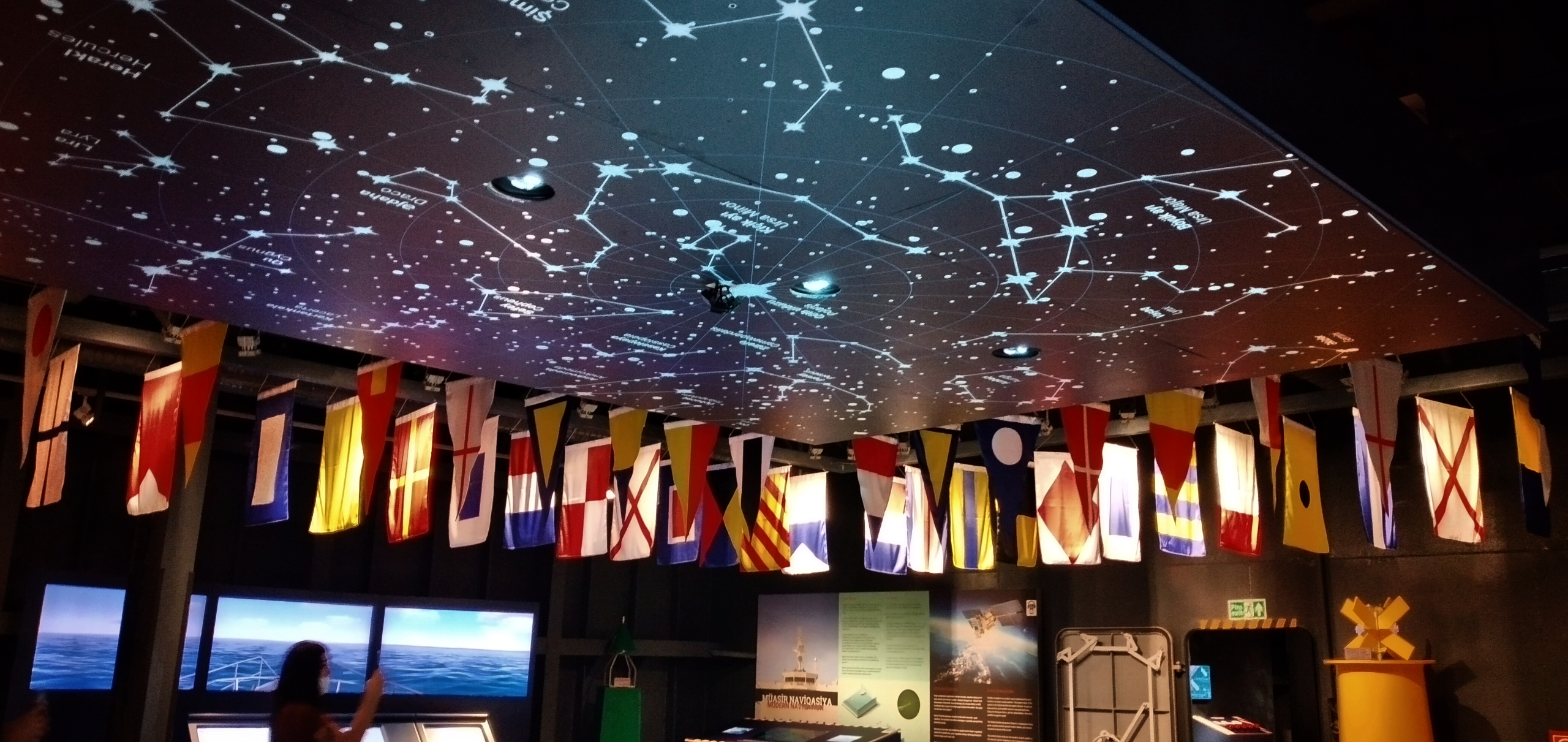